# تام فلاناگان (بازیکن فوتبال)
تام فلاناگان بازیکن فوتبال اهل بریتانیا است.
از باشگاه‌هایی که در آن بازی کرده‌است می‌توان به باشگاه فوتبال پلیموث آرگیل، باشگاه فوتبال کترینگ تاون، باشگاه فوتبال گیلینگام، باشگاه فوتبال برتون آلبیون، باشگاه فوتبال میلتون کینز دونز، باشگاه فوتبال بارنت، و باشگاه فوتبال استیونج اشاره کرد.
وی همچنین در تیم‌های ملی فوتبال زیر ۲۱ سال ایرلند شمالی و ایرلند شمالی بازی کرده‌است.